# Буря (фільм, 1979)
«Буря» (англ. The Tempest) — британський кінофільм, поставлений режисером-авангардистом Дереком Джарменом за мотивами однойменної чарівної п'єси Вільяма Шекспіра.

## Сюжет
Під час бурі гине вітрильник, рятується небагато людей, серед яких син короля Неаполя Фердінанд. Його виходжують чарівник Просперо, який колись був міланським герцогом, та його донька Міранда, що були вигнані королем Неаполя зі своїх володінь.
У фіналі стрічки, що нагадує костюмовану вечірку, темношкіра співачка виконує знамениту джазову мелодію «Штормова погода»(«Stormy Weather») Елізабет Велч.

## В ролях
| Актор           |   | Роль                   |
| --------------- | - | ---------------------- |
| Пітер Булл      | • | Алонсо, король Неаполя |
| Девід Мейєр     | • | Фердінанд, його син    |
| Ніл Каннінгем   | • | Себастьян, його брат   |
| Гіткоут Вільямс | • | Просперо, чарівник     |
| Тойя Віллкокс   | • | Міранда                |
| Річард Уорвік   | • | Антоніо                |
| Карл Джонсон    | • | Аріель, дух            |
| Джек Біркетт    | • | Калібан                |

## Факти
- Основну частину фільму, в якій дія відбувається усередині замку, булдо знято в Абатстві Стоунлі[en] (графство Ворікшир).
- Дерек Джармен присвятив «Бурю» своєї матері, яку обожнював і яка померла від рака після багатьох років хвороби 4 серпня 1978 року.